# Team IG-Sigma Sport
Team IG-Sigma Sport is een wielerploeg die een Britse licentie heeft. De ploeg bestaat sinds 2010. Team IG-Sigma Sport komt uit in de continentale circuits van de UCI. Rebecca Frewing is de manager van de ploeg.

## Seizoen 2014

### Transfers
| Inkomend | Team 2013 | Uitgaand        | Team 2014              |
| -------- | --------- | --------------- | ---------------------- |
|          |           | James Moss      | Node 4-Giordana Racing |
|          |           | Mathew Cronshaw | Node 4-Giordana Racing |
|          |           | George Harper   | Node 4-Giordana Racing |
|          |           | Peter Hawkins   | Madison-Genesis        |
|          |           | Ryan Mullen     | An Post-Chainreaction  |
|          |           | Joseph Perrett  | Team Raleigh           |

## Seizoen 2013

### Overwinningen in de UCI Europe Tour
| Datum   | Wedstrijd                | Cat. | Winnaar     |
| ------- | ------------------------ | ---- | ----------- |
| 20 juni | Iers kampioenschap (ITT) | CN   | Ryan Mullen |

### Renners
| Naam                                  | Geboortedatum    | Nationaliteit       | Ploeg 2012             |
| ------------------------------------- | ---------------- | ------------------- | ---------------------- |
| Mathew Cronshaw                       | 30 december 1988 | Verenigd Koninkrijk | Node 4-Giordana Racing |
| Ross Edgar                            | 3 januari 1983   | Verenigd Koninkrijk | Neo                    |
| Ben Greenwood (vanaf 1 augustus)      | 30 juli 1984     | Verenigd Koninkrijk | Geen                   |
| Andrew Griffiths                      | 25 januari 1989  | Verenigd Koninkrijk |                        |
| George Harper (vanaf 1 augustus)      | 10 juli 1992     | Verenigd Koninkrijk | Neo                    |
| Peter Hawkins                         | 16 december 1985 | Ierland             | Neo                    |
| Jake Hayles                           | 12 december 1991 | Verenigd Koninkrijk |                        |
| Matthew Jones                         | 23 november 1989 | Verenigd Koninkrijk | Geen                   |
| James Moss                            | 11 februari 1985 | Verenigd Koninkrijk | Node 4-Giordana Racing |
| Ryan Mullen                           | 7 augustus 1994  | Ierland             | Neo                    |
| Joseph Perret                         | 18 maart 1991    | Verenigd Koninkrijk | Neo                    |
| Wouter Sybrandy                       | 20 februari 1985 | Nederland           |                        |
| Christopher Whorrall (tot 1 augustus) | 2 juni 1991      | Verenigd Koninkrijk | Neo                    |
| Peter Williams                        | 13 december 1986 | Verenigd Koninkrijk | Node 4-Giordana Racing |